# Sven Demandt
Sven Demandt (* 13. Februar 1965 in Köln) ist ein ehemaliger deutscher Fußballspieler und derzeitiger -trainer.

## Karriere

### Als Spieler
Demandt begann seine aktive Laufbahn als Stürmer beim TuS Höhenhaus, ehe er 1984 zu Fortuna Düsseldorf wechselte. Dort blieb er – abgesehen von 1989 bis 1990 bei seinem Intermezzo bei Bayer 04 Leverkusen – bis 1992. Sodann spielte er für Hertha BSC und von 1994 bis 2001 für den 1. FSV Mainz 05. Nach einem Wechsel zum SCB Viktoria Köln beendete Demandt seine aktive Spielerlaufbahn 2003 als Spieler-Cotrainer.
Demandt absolvierte für Fortuna Düsseldorf und Bayer Leverkusen 139 Bundesligaspiele, in denen er 27 Tore erzielte. In der 2. Fußball-Bundesliga schoss er in 317 Spielen für Fortuna Düsseldorf, Hertha BSC und den 1. FSV Mainz 05 121 Tore (diese Bestmarke der eingleisigen 2. Bundesliga ab 1981 wurde am 28. September 2020 von Simon Terodde übertroffen) und wurde in der Saison 1988/89 mit 35 Treffern in 38 Spielen Torschützenkönig der Zweiten Liga.
Im gleichen Jahr gelang ihm mit Fortuna Düsseldorf der Aufstieg in die Fußball-Bundesliga.

### Als Trainer
Zum Ende seiner aktiven Karriere wurde Demandt Trainer beim 1. FC Union Solingen. Er verließ die Union im Januar 2006 und wurde anschließend Trainer der A-Jugend bei Rot-Weiss Essen. An der Sporthochschule Köln erwarb er die Lizenz als Fußballlehrer, Mitschüler waren unter anderem Olaf Thon und sein ehemaliger Mainzer Mitspieler Jürgen Klopp. Seit Sommer 2008 trainierte er die A-Jugend von Borussia Mönchengladbach. Am 1. Juli 2010 übernahm er mit Co-Trainer Adrian Spyrka die U-23 von Borussia Mönchengladbach. Am Ende der Saison 2014/15 wurde er mit der Mannschaft Meister der Regionalliga West.
Ab der Saison 2015/16 trainierte Demandt den Drittligisten SV Wehen Wiesbaden. Anfang März 2016 wurde er wegen Erfolglosigkeit – nur ein gewonnener Punkt aus den letzten sechs Spielen – beurlaubt.
Am 6. April 2016 wurde er neuer Trainer des Viertligisten Rot-Weiss Essen, mit denen er nach fünf Siegen in acht Spielen den Klassenerhalt schaffte und den Niederrheinpokal 2016 gewann. Am 1. Oktober 2017 wurde Demandt von seinen Aufgaben als Cheftrainer entbunden. Ende Juli 2019 übernahm er den Posten des Cheftrainers beim Oberligisten SpVg Frechen 20. Nach zwei Jahren beendete er seine Tätigkeit in Frechen.
Am 1. Juli 2021 begann Demandt als hauptamtlicher Scout bei Holstein Kiel. Er unterschrieb einen Zweijahresvertrag.
Im April 2024 nahm er bei Borussia Mönchengladbach im Nachwuchsleistungszentrum eine Tätigkeit in der Kaderplanung und Sichtung im Bereich der U19 und U23 auf.

## Spielweise
Zu seinen aktiven Zeiten, insbesondere bei der Düsseldorfer Fortuna und beim 1. FSV Mainz 05, bei dem der „Kühlschrank“ genannte Stürmer mit 55 Toren die interne Zweitliga-Torjägerliste anführt, genoss Demandt Kultstatus bei seinen Fans wegen seiner scheinbar unbeholfenen und stolpernden Art, Fußball zu spielen – nicht zuletzt, weil er trotz seiner vermeintlich limitierten technischen Möglichkeiten viele Tore schoss.